# 보비 헐

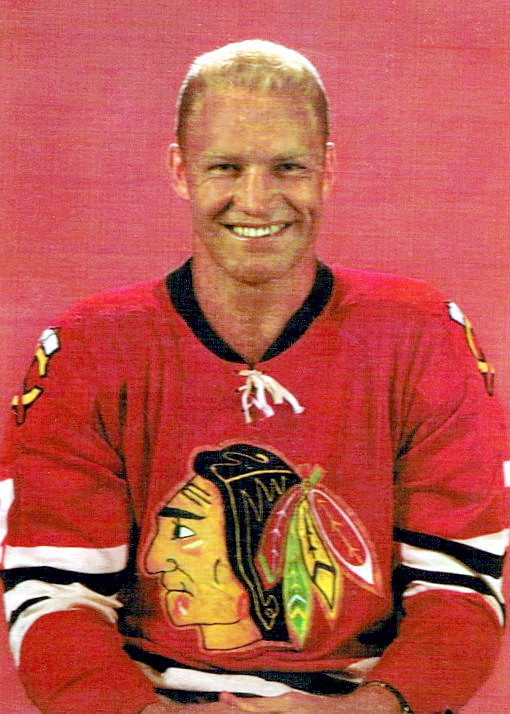

보비 헐(Bobby Hull, 본명: 로버트 마빈 헐 OC, Robert Marvin Hull OC, 1939년 1월 3일 – 2023년 1월 30일)는 캐나다의 프로 아이스하키 선수였으며 역대 최고의 선수 중 한 명으로 널리 알려져 있다. 그의 금발 머리, 스케이팅 속도, 엔드 투 엔드 러시, 매우 빠른 속도로 퍽을 슛하는 능력 모두 그에게 "골든 제트"(the Golden Jet)라는 별명을 얻었다. 그의 재능은 상대 선수가 그를 그림자로 삼는 경우가 많았다.
빙판 밖에서 헐은 가정 폭력 혐의와 아돌프 히틀러를 지지하는 발언을 한 것으로 유명했다.